# Archidium brevinerve
Archidium brevinerve là một loài rêu trong họ Archidiaceae. Loài này được P. de la Varde mô tả khoa học đầu tiên năm 1933.